# جیمز پایک (سیاستمدار)
جیمز پایک (انگلیسی: James Pike؛ ۱۰ نوامبر ۱۸۱۸ – ۲۶ ژوئیهٔ ۱۸۹۵) سیاستمدار اهل ایالات متحده آمریکا بود.
وی نماینده ایالت نیوهمپشایر در کنگره آمریکا از سال ۱۸۵۵ تا ۱۸۵۹  بوده است.